# Радмила Дрљача
Радмила Дрљача Берар (Босански Нови 21. децембар 1959.) је бивша југословенска и српска рукометашица.

## Биографија
Бавила се фудбалом, одбојком, атлетиком, тенисом и кошарком, али је највећи успјех постигла у рукомету. Почела је да игра у Женском рукометном клубу "Академац", Кикинда (1976). Потом је прешла у РК "Раднички", Београд ( 1979-1981 ), са којим је, у сезони 1979/1980, освојила Куп европских шампиона и првенство СФРЈ. Са репрезентацијом СФРЈ освојила је сребрну медаљу на Олимпијским играма у Москви (1980). Престала је активно да игра рукомет 1985. године.